# 菅田壱道
菅田 壱道（すがた かずみち、1986年5月9日 - ）は、宮城県出身の競輪選手。日本競輪学校（当時。以下、競輪学校）第91期卒業。日本競輪選手会宮城支部に所属。

## 経歴
父は、競輪学校第47期生の菅田彰人（引退）。また、弟の菅田謙仁（109期）、伯父の菅田順和（36期、引退）、従兄弟の菅田和宏（88期）・菅田賀子（104期、引退）も競輪選手という、競輪一家で育つ。
仙台商業高校に進学してから本格的に自転車競技に取り組み、2004年のジュニア世界選手権自転車競技大会のチームスプリント（ロサンゼルス）において、柴崎淳、大西祐とのトリオで2位に入る。1回戦で記録した47秒110は、250mバンクのジュニア日本記録である（2011年時点）。
その他、国民体育大会1kmタイムトライアルにおける優勝歴もある。
2005年、柴崎、大西とともに、競輪学校第91期生として入学。2006年7月17日、千葉競輪場でデビュー（6着）。
2007年3月11日、玉野競輪場で行われたルーキーチャンピオンレースにおいて、柴崎らを破って優勝。2008年、ヤンググランプリ（9着）に出場。2009年、久留米記念を制した。
2016年8月、第59回オールスター競輪（松戸競輪場）でGI決勝初進出。